# Sam Lerner
Sam Lerner (Los Angeles, 27 settembre 1992) è un attore statunitense.

## Biografia
Ha iniziato la sua carriera da bambino; ancora giovanissimo l'attore ha preso parte a film quali L'invidia del mio migliore amico (2004), e ha partecipato a serie televisive tra cui Malcolm, Due uomini e mezzo e The Goldbergs.

## Riconoscimenti
Lerner ha conseguito una nomination relativa agli Annie Awards nel 2007, per Monster House (2006).

## Filmografia parziale

### Cinema
- My Life with Men, regia di Andy Cadiff (2003)
- L'invidia del mio migliore amico (Envy), regia di Barry Levinson (2004)
- Untitled David Diamond/David Weissman Project (2005)
- Monster House, regia di Gil Kenan (2006) (voce)
- Nobody Walks, regia di Ry Russo-Young (2012)
- Project Almanac - Benvenuti a ieri, regia di Dean Israelite (2015)
- Obbligo o verità (Truth or Dare), regia di Jeff Wadlow (2018)
- Ballers (2019)
- Fast & Furious 9 - The Fast Saga (F9: The Fast Saga), regia di Justin Lin (2021)

### Televisione
- Malcolm (Malcolm in the Middle) – serie TV, episodio 4x12 (2003)
- Due uomini e mezzo (Two and a Half Men) – serie TV, episodio 1x08 (2003)
- Oliver Beene – serie TV, episodio 2x02 (2004)
- The King of Queens – serie TV, episodio 6x17 (2004)
- Las Vegas – serie TV, episodio 5x05 (2007)
- The Secret Saturdays – serie TV 13 episodi (2008-2009)
- Rizzoli & Isles – serie TV, episodio 1x07 (2010)
- NCIS - Unità anticrimine (NCIS) – serie TV, episodio 9x02 (2011)
- Suburgatory – serie TV 13 episodi (2011-2014)
- The Goldbergs – serie TV, 175 episodi (2014-2023)

## Doppiatori italiani
Nelle versioni in italiano delle opere in cui ha recitato, Sam Lerner è stato doppiato da:
- Davide Perino in Suburgatory, The Goldbergs
- Alessandro Campaiola in Project Almanac - Benvenuti a ieri
- Alex Polidori in Obbligo o verità

Da doppiatore è sostituito da:
- Jacopo Bonanni in Monster House